# T Centauri

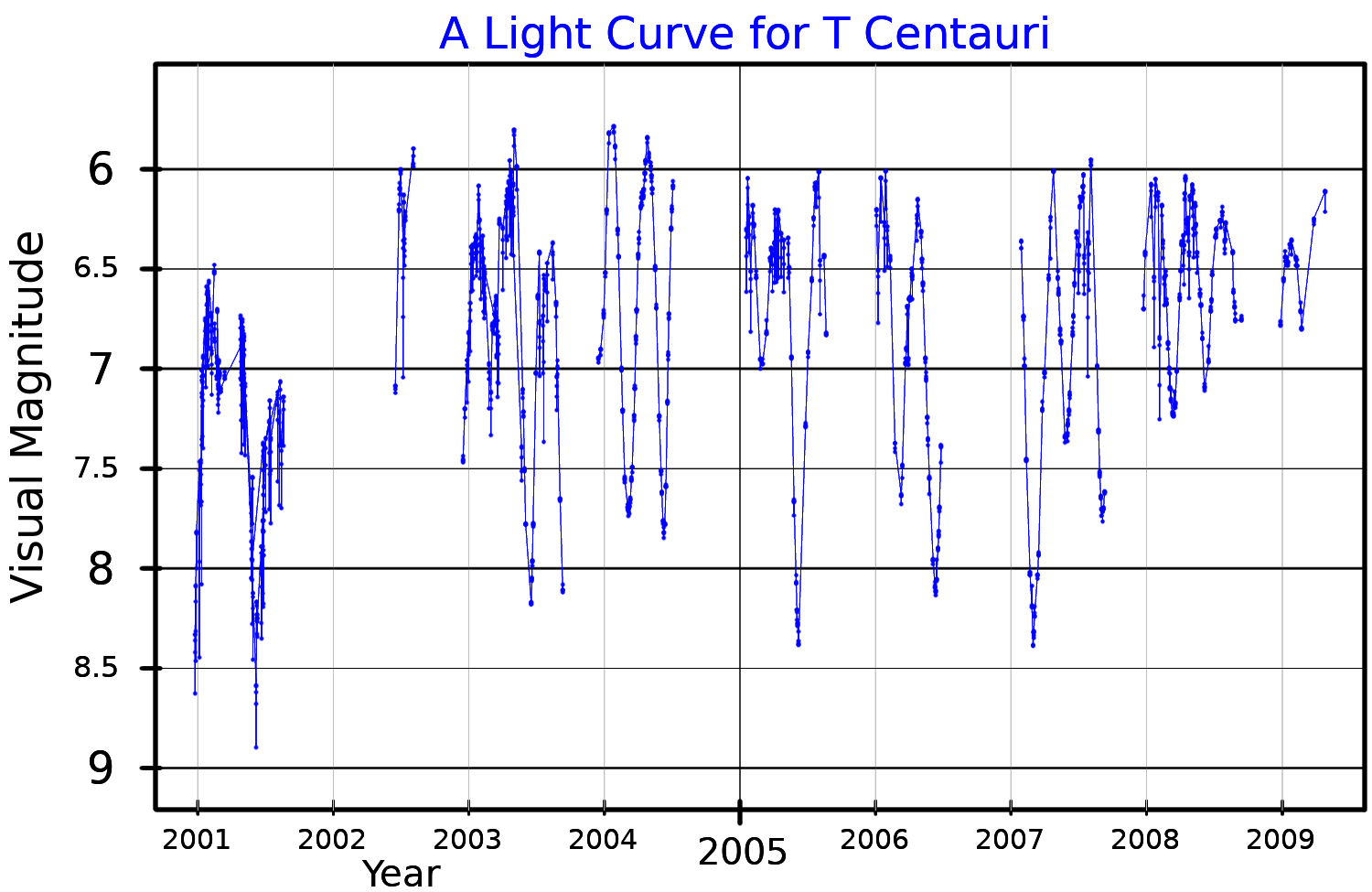
Curva de luz (banda visual) de T Centauri

T Centauri é uma estrela variável na constelação de Centaurus. Medições de paralaxe pela sonda Gaia indicam que está a aproximadamente 1359 anos-luz (416 parsecs) da Terra, com uma incerteza de 39 anos-luz (12 pc). Variando sua magnitude aparente visual entre 5,5 e 9,0 com um período bem definido de 90,44 dias, é classificada como uma variável semirregular do tipo SRa, que inclui estrelas parecidas com Miras mas com amplitudes mais curtas. Com um tipo espectral de K0:e-M4II:e, T Centauri é uma estrela gigante luminosa que varia entre as classes espectrais K0 e M4.